# Pryszczel lekarski
Pryszczel lekarski, majka lekarska, kantaryda (łac. Lytta vesicatoria) – chrząszcz z rodziny oleicowatych, o ubarwieniu zielonym z metalicznym połyskiem, znany pod potoczną nazwą „mucha hiszpańska”. Żeruje głównie na jesionie, ligustrze oraz bzie, żywiąc się głównie nektarem kwiatów. Występuje w Europie Południowej i cieplejszych rejonach Europy Środkowej, m.in. w Polsce.
Długość ciała osobnika dorosłego osiąga około 12–21 mm. Larwy, podobnie jak u oleicy fioletowej, rozwijają się w gniazdach błonkówek. W celu samoobrony owad wytwarza silnie drażniącą substancję kantarydynę, która od czasów starożytnych wykorzystywana była jako afrodyzjak lub w większych ilościach jako trucizna. Mechanizm działania afrodyzjaku polega na podrażnieniu narządów wewnętrznych człowieka (m.in. narządów płciowych), co powoduje ich przekrwienie.
Dawniej wysuszone ciało majki lekarskiej było wykorzystywane w oficjalnej medycynie i farmacji, głównie jako surowiec do produkcji leków na reumatyzm i moczopędnych, a także środków do usuwania tatuaży oraz na porost włosów.